# José Mário Stroeher
José Mário Stroeher (ur. 19 marca 1939 w Feliz) – brazylijski duchowny rzymskokatolicki, w latach 1986-2016 biskup Rio Grande.

## Życiorys
Święcenia kapłańskie przyjął 21 grudnia 1963. 25 marca 1983 został prekonizowany biskupem pomocniczym Porto Alegre ze stolicą tytularną Nicives. Sakrę biskupią otrzymał 24 czerwca 1983. 8 sierpnia 1986 został mianowany biskupem Rio Grande. 17 lutego 2016 zrezygnował z urzędu.